# Convento de San Francisco (Tudela)
El convento e iglesia de San Francisco de Tudela (Navarra) fue un convento perteneciente a los Padres Franciscanos, que se situaba entre el paseo de Pamplona y la plaza de San Francisco de Tudela. Hoy sólo se conserva el edificio conventual y claustro, que fue utilizado como cárcel-comisaría de policía. Fue construido a finales del siglo XIV y principios del XV, sustituyendo al anterior emplazado en el lugar que hoy ocupa el Hospital de Santa María de Gracia (Plaza Nueva) de Tudela. Los franciscanos se establecieron por primera vez en Tudela en el siglo XIII, fundando el primer convento.

## Descripción general
El edificio conventual y el claustro, lo único que se conserva, son renacentistas, un edificio de tres cuerpos de ladrillo, con arcos de medio punto dobles. Según un dibujo panorámico de Tudela realizado por el ingeniero tudelano De Retz en 1800, la torre de la iglesia de San Francisco consistía en tres cuerpos de planta cuadrada. Un cuerpo inferior, más grande, y dos cuerpos superiores, de igual tamaño, con una ventana en cada uno de los lados de cada cuerpo. Acababa en un tejadillo de forma piramidal. 
El retablo de la Capilla Mayor de la iglesia fue realizado a finales del siglo XVI y principios del XVII y dedicado a San Francisco. Tenía otros dos retablos del siglo XVI, una en la Capilla de Pedro Cerdán y otro en la de don Diego de Gante.

## Historia y cronología de construcción
- Primer convento (siglo XIII-XIV)

El primitivo convento de los Padres Franciscanos fue construido en el sitio que ocupaba el antiguo hospital de San Lázaro y que hoy ocupa la Parroquia y Hospital de Santa María de Gracia (Plaza Nueva). Este primitivo convento, uno de los primeros edificios construidos a extramuros, pudo ser fundado poco después de 1214 y, debido a las guerras entre Castilla y Navarra y a su desprotegida situación a extramuros de la ciudad, tuvo que ser derribado en 1368.
- Segundo convento (siglo XV-XVII)

El nuevo convento de San Francisco fue construido entre 1372 y 1407, edificándose junto al camino de Pamplona en el antiguo emplazamiento de la Iglesia de Santiago. En 1421, hay constancia de que los cofrades de Santiago cedieron definitivamente, tras un pleito, las casas que los frailes de San Francisco habían utilizado para levantar su convento e iglesia. El 1809, con motivo de la expulsión de las órdenes religiosas, se celebró la última misa y se cerró definitivamente en 1811. Los franciscanos volvieron en 1837, pero tuvieron que abandonar de nuevo la iglesia y el convento. La iglesia fue demolida en 1842, por amenazar ruina. Se conservó el edificio conventual y el claustro renacentista. En 1840 se instaló en el edificio conventual la cárcel, posteriormente suprimida en 1967 al pasar a ser Comisaría de Policía Nacional y Cuartel de Sementales.